# Ievgueni Grixin
Ievgueni Grixin, també escrit Evgenij Grišin, (en rus: Евгений Романович Гришин) (Tula, Unió Soviètica 1931 - Moscou, Federació Russa 2005) fou un patinador de velocitat soviètic que destacà a les dècades del 1950 i 1960.

## Biografia
Va néixer el 23 de març de 1931 a la població de Tula, capital de la província del mateix nom i que en aquells moments formava part de la Unió Soviètica i que avui en dia forma part de la Federació Russa. Va morir el 9 de juliol de 2005 a la ciutat de Moscou.

## Carrera esportiva
Membre del CSKA de Moscou i especialista en distàncies curtes, l'any 1956 en els Jocs Olímpics d'Hivern de 1956 disputats a Cortina d'Ampezzo (Itàlia) aconseguí la medalla d'or en les proves de 500 i 1.500 metres. En els Jocs Olímpics d'Hivern de 1960 realitzats a Squaw Valley (Estats Units) aconseguí revalidar els seus ors en les dues proves. En els Jocs Olímpics d'Hivern de 1964 realitzats a Innsbruck (Àustria) aconseguí guanyar la medalla de plata en la prova de 500 metres. Amb 36 participà finalment en els Jocs Olímpics d'Hivern de 1968 disputats a Grenoble (França), on finalitzà en la 4a posició en la prova de 500 metres.
En el Campionat d'Europa de patinatge de velocitat aconseguí guanyar la medalla d'or en l'edició de 1956 disputada a Hèlsinki (Finlàndia), i en el Campionat del Món de patinatge de velocitat guanyà la medalla de bronze els anys 1954 a Sapporo (Japó) i el 1958 a Oslo (Noruega).

### Rècords del món
| Distància | Temps  | Data                | Seu      |
| --------- | ------ | ------------------- | -------- |
| 1.500 m   | 2:09.8 | 10 de gener de 1955 | Medeo    |
| 1.000 m   | 1:22.8 | 12 de gener de 1955 | Medeo    |
| 500 m     | 40.2   | 22 de gener de 1956 | Misurina |
| 500 m     | 40.2   | 28 de gener de 1956 | Misurina |
| 1.500 m   | 2:08.6 | 30 de gener de 1956 | Misurina |
| 500 m     | 39.6   | 27 de gener de 1963 | Medeo    |
| 500 m     | 39.5   | 28 de gener de 1963 | Medeo    |